# Anju (gastronomie)
Pour les articles homonymes, voir Anju.
Anju (coréen : 안주 ; hanja : t酒 ; alphabet phonétique international : an.dʑu) est le nom utilisé dans la cuisine coréenne pour désigner les plats d'accompagnement (banchan) destinés à être consommés avec des boissons alcoolisées et, en particulier, avec le soju (boisson de riz distillé, titrant de 20 à 45 % d'alcool).

## Galerie

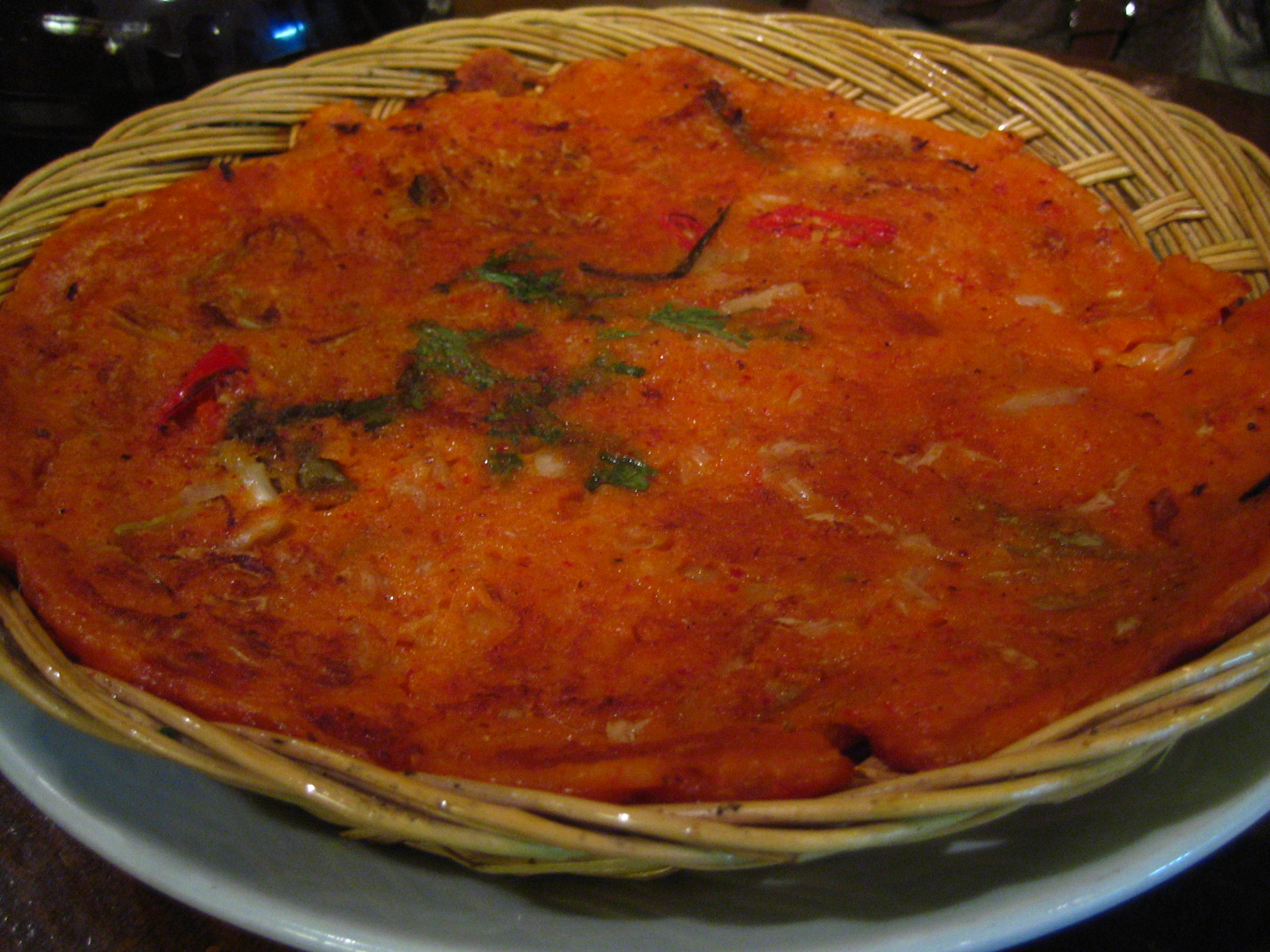
Jeon (전).
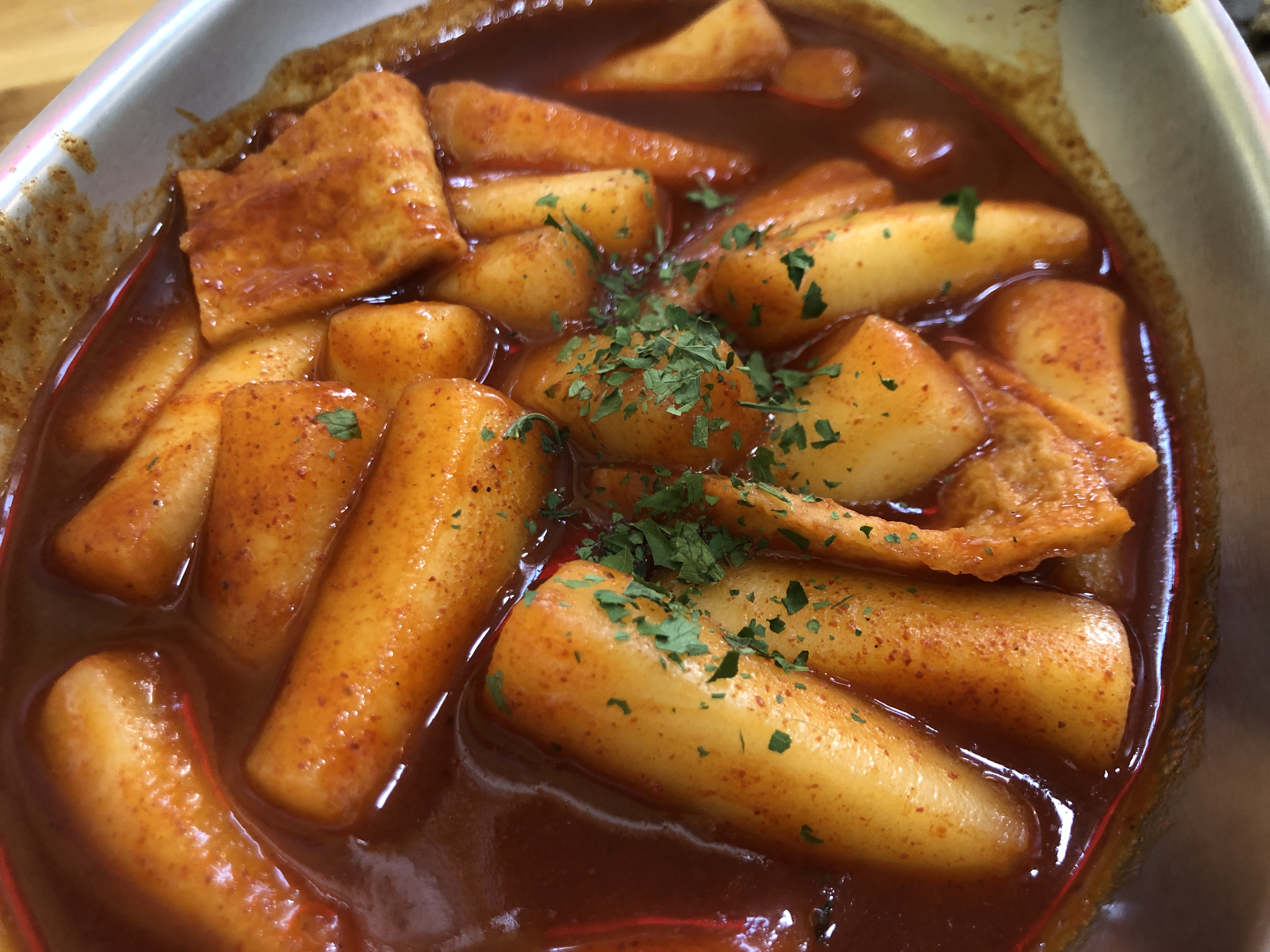
Tteokboggi (떡볶이).
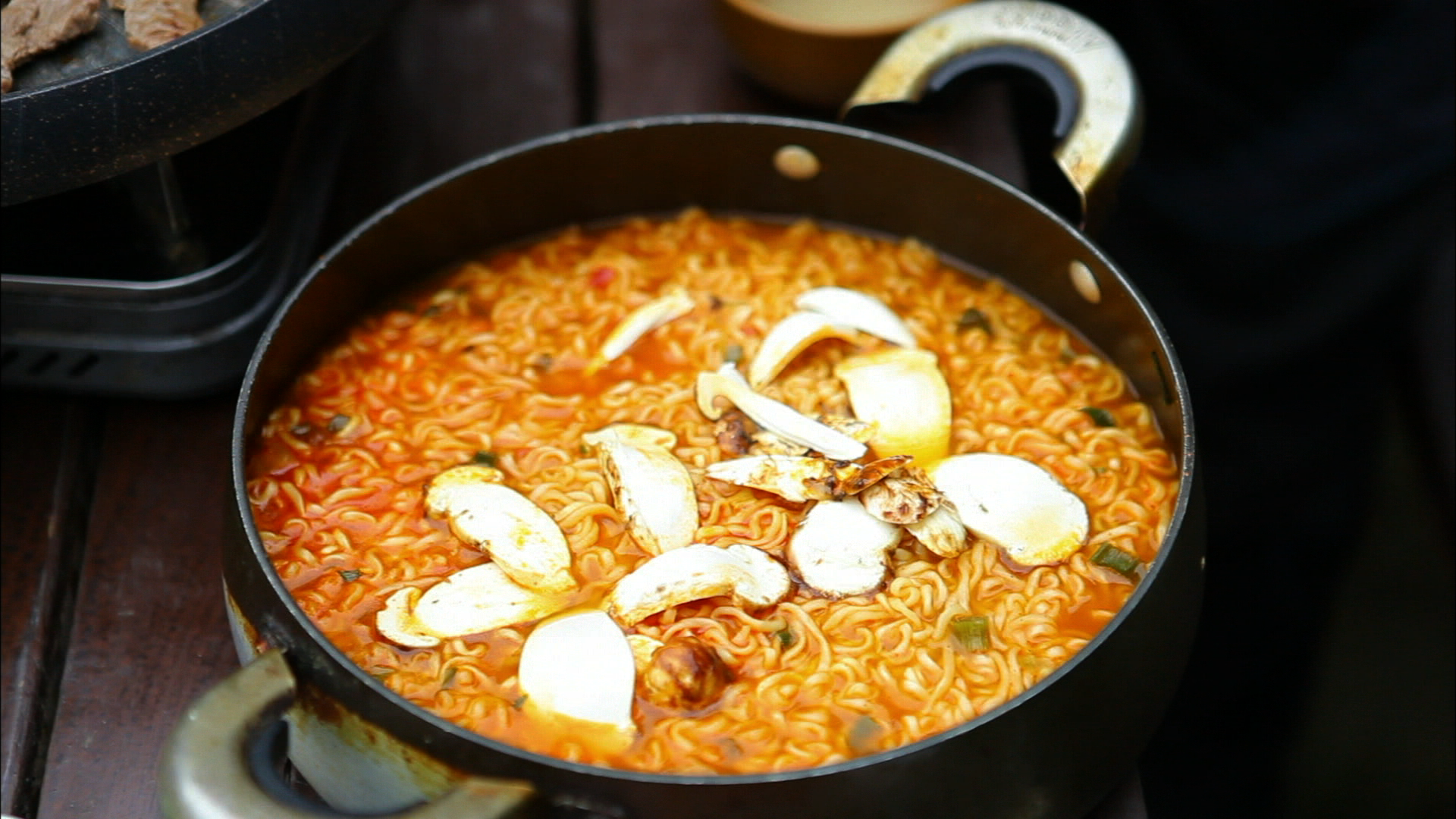
Namyeon (라면, nouilles et champignons).
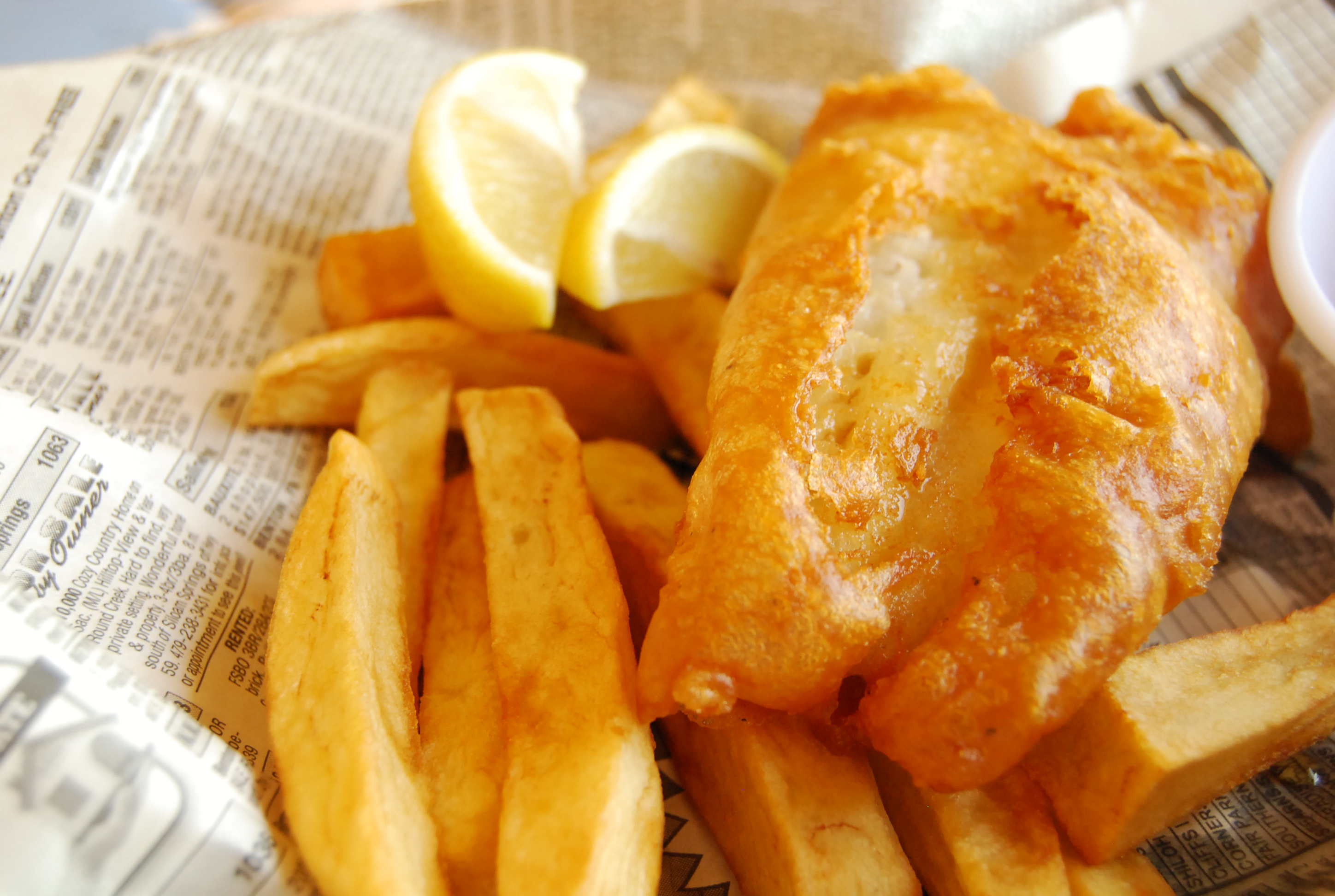
Gamcha twikim (감자튀김, fish and chips).
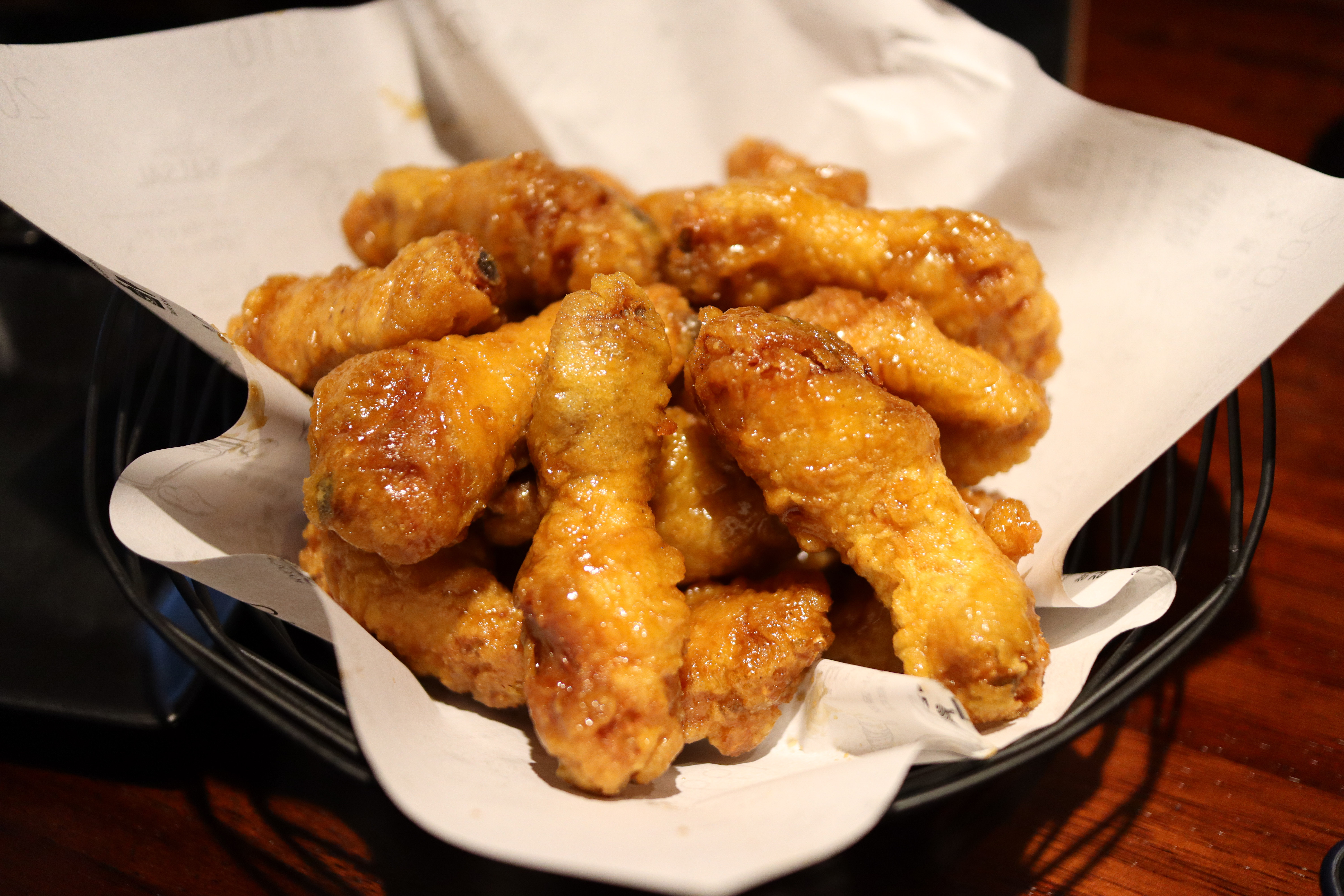
Chikkin (치킨, poulet).
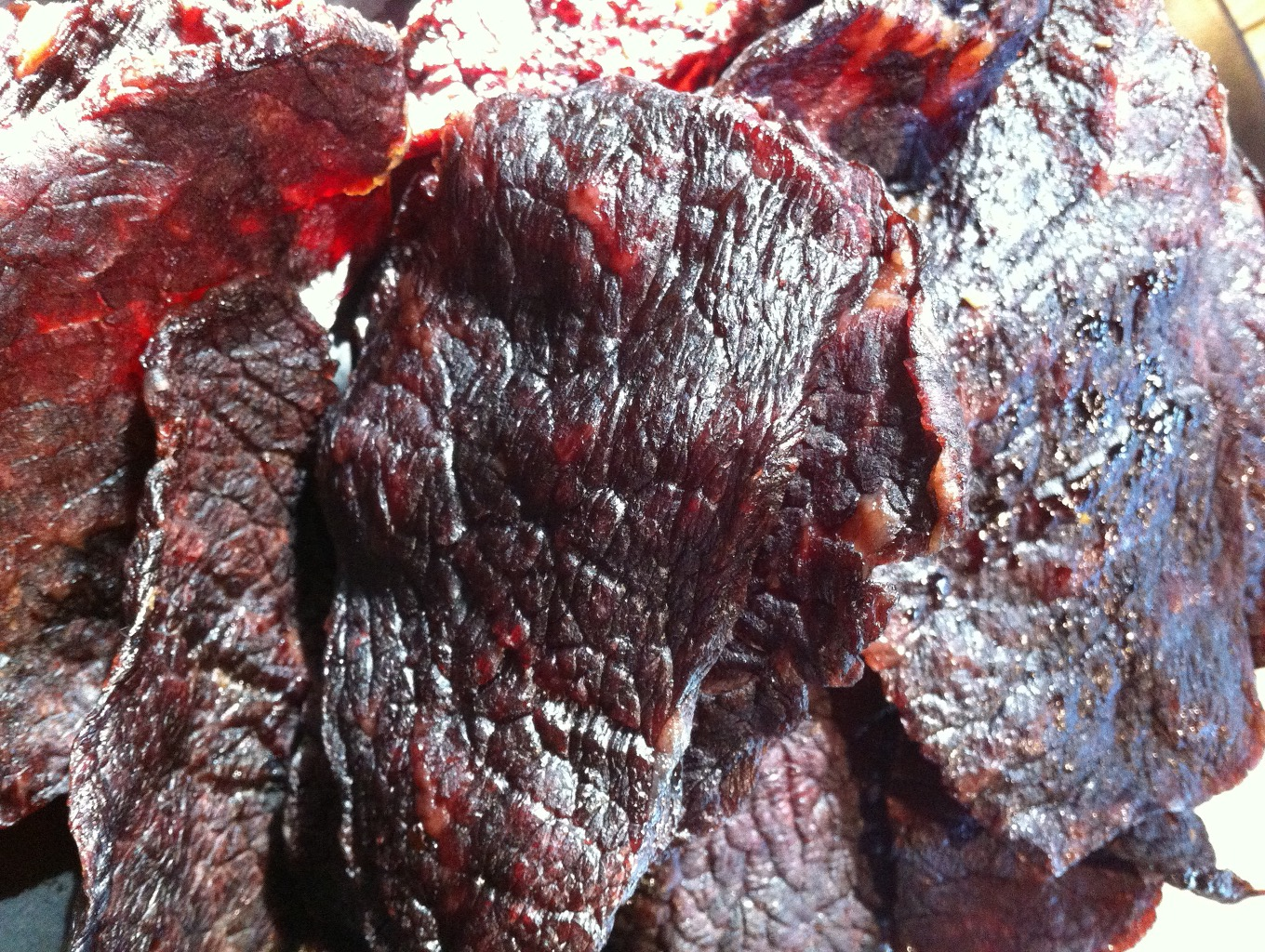
Yukpo (육포, tranches de bœuf séché).